# Gethyllis
Gethyllis is een geslacht van planten uit de narcisfamilie (Amaryllidaceae). De soorten uit het geslacht komen voor in het zuidelijke deel van Afrika.

## Soorten
- Gethyllis afra L. – Koekemakrank
- Gethyllis barbarae G.D.Duncan
- Gethyllis barkerae D.Müll.-Doblies
- Gethyllis britteniana Baker
- Gethyllis campanulata L.Bolus
- Gethyllis cavidens D.Müll.-Doblies
- Gethyllis ciliaris (Thunb.) Thunb.
- Gethyllis fimbriatula D.Müll.-Doblies
- Gethyllis grandiflora L.Bolus
- Gethyllis gregoriana D.Müll.-Doblies
- Gethyllis hallii D.Müll.-Doblies
- Gethyllis heinzeana D.Müll.-Doblies
- Gethyllis kaapensis D.Müll.-Doblies
- Gethyllis lanuginosa Marloth
- Gethyllis lata L.Bolus
- Gethyllis latifolia Masson ex Baker
- Gethyllis linearis L.Bolus
- Gethyllis longistyla Bolus
- Gethyllis marginata D.Müll.-Doblies
- Gethyllis namaquensis (Schönland) Oberm.
- Gethyllis oligophylla D.Müll.-Doblies
- Gethyllis oliverorum D.Müll.-Doblies
- Gethyllis pectinata D.Müll.-Doblies
- Gethyllis roggeveldensis D.Müll.-Doblies
- Gethyllis setosa Marloth
- Gethyllis spiralis (Thunb.) Thunb.
- Gethyllis transkarooica D.Müll.-Doblies
- Gethyllis uteana D.Müll.-Doblies
- Gethyllis verrucosa Marloth
- Gethyllis verticillata R.Br.
- Gethyllis villosa (Thunb.) Thunb.